# NGC 7020
NGC 7020 é uma galáxia lenticular (SB0) localizada na direcção da constelação de Pavo. Possui uma declinação de -64° 01' 31" e uma ascensão recta de 21 horas, 11 minutos e 19,9 segundos.
A galáxia NGC 7020 foi descoberta em 22 de Junho de 1835 por John Herschel.